# Jon Ola Sand
Jon Ola Sand (Oslo, 21 dicembre 1961) è un dirigente d'azienda e produttore televisivo norvegese, ex supervisore esecutivo dell'Eurovision Song Contest e del Junior Eurovision Song Contest.

## Biografia
Nato ad Oslo da Bjørn Sand e Unni Bernhoft, entrambi attori norvegesi, è cresciuto nel quartiere di Vinderen. Nel 1980 ha terminato gli studi superiori con indirizzo musicale, apparendo con un ruolo minore nel film At dere tør!.
Da giovane è stato batterista di una band amatoriale, venendo poi assunto nel 1981 dall'emittente norvegese Norsk rikskringkasting (NRK). Tra i programmi che ha diretto o prodotto per l'emittente ci sono il concerto per il premio Nobel per la pace, il premio Amanda e il Melodi Grand Prix, a cui si aggiunge la direzione della delegazione norvegese all'Eurovision Song Contest tra il 1998 e il 2005. Tra il 1992 e il 1996 ha lavorato per TV 2, altra emittente televisiva norvegese.
Nel 2010 è stato produttore esecutivo del 55° Eurovision Song Contest, organizzato da NRK, e, in seguito al termine del mandato di Svante Stockselius, è stato nominato dall'Unione europea di radiodiffusione come supervisore esecutivo della manifestazione. In tale ruolo, era solito aprire l'annuncio dei risultati del contest con la frase "Take it away" (in italiano 'Portate via i risultati'). Nominato negli anni successivi supervisore esecutivo del Junior Eurovision Song Contest, dell'Eurovision Choir e dell'Eurovision Young Musicians, ha lasciato i quattro incarichi nel 2020, dopo la cancellazione dell'Eurovision Song Contest 2020.

## Vita privata
Dal 2010 vive con il compagno Mattias Carlsson a Ginevra, in Svizzera.